# Diglicèrid

Chemical structure of the diglyceride 1-palmitoyl-2-oleoyl-glycerol.svg

Un diglicèrid, o de manera més correcta un diacilglicerol (DAG), és un glicèrid que consta de dues cadenes d'àcids grassos units covalentment a una molècula de glicerol a través d'enllaços èster.
L'exemple que es mostra a la dreta és l'1-palmitoil-2-oleoil-glicerol, el qual conté cadenes laterals que deriven de l'àcid palmític i l'àcid oleic. Els diacilglicerols també poden tenir moltes combinacions diferents d'àcids grassos units a ambdues posicions C-1 i C-2.

## Additiu alimentari
Mono- i diacilglicerols són additius alimentaris comuns units per fusionar junts certs ingredients, com l'oli i l'aigua, que d'altra manera no ho farien pràcticament.
La fons comercial pot ser animal (com per exemple el llard) o vegetals, derivats principalment de la soia parcialment hidrogenada i l'oli de colza i d'altres plantes oleaginoses. També es poden produir de manera sintètica. Es troben sovint en pans i derivats, begudes, gelats, xiclets, margarines i altres.

## Funcions biològiques

### Activació de la proteïna-cinasa C

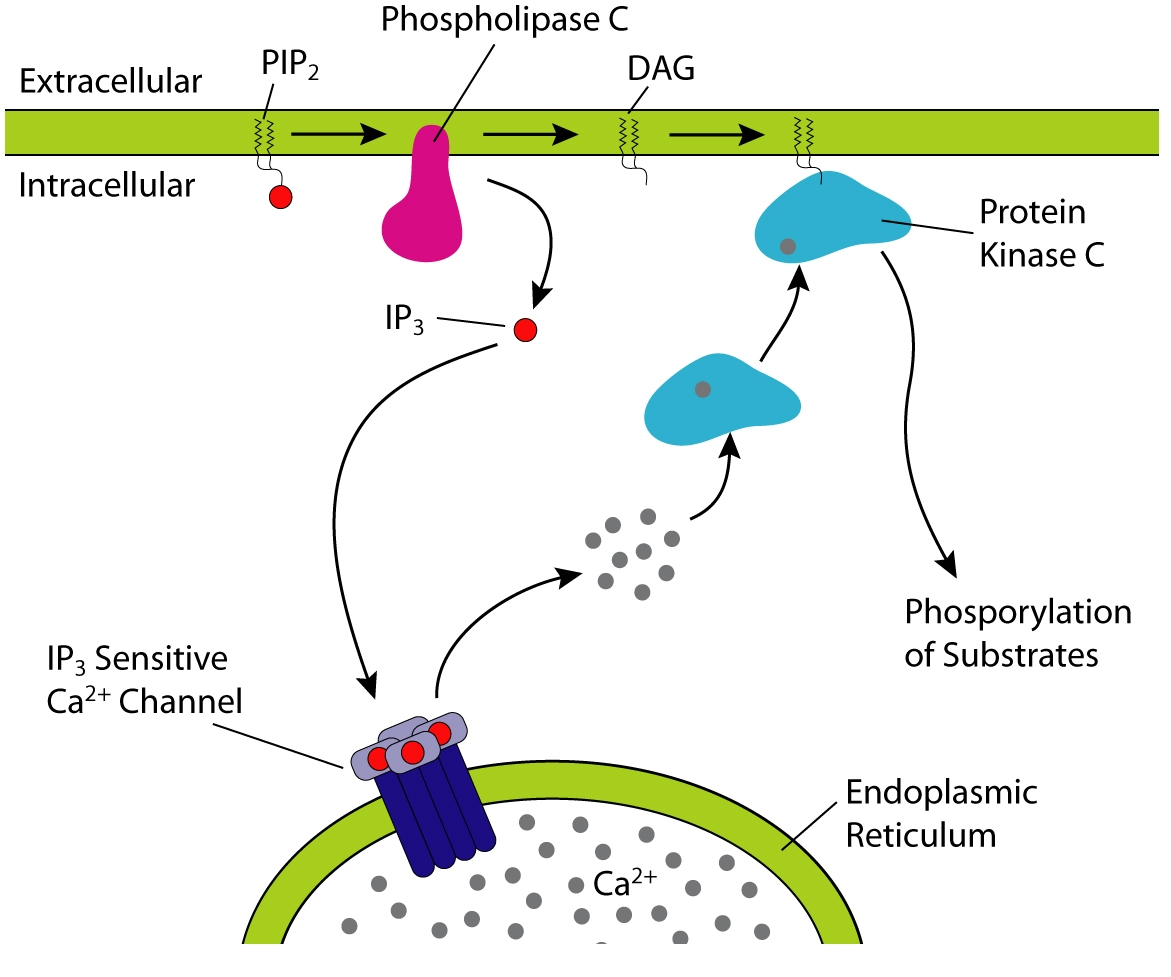
La unió del PIP2 al IP3 i DAG inicia l'alliberament intracel·lular de calci i l'activació de PKC.

En la senyalització bioquímica, les funcions del diacilglicerol són com a lípid senyalitzador segon missatger i és un producte de la hidròlisi del fosfolípid fosfatidilinositol 4,5-bisfosfat (PIP2) per l'enzim fosfolipasa C (PLC) (un enzim enllaçat amb la membrana) que amb la mateixa reacció produeix inositol trisfosfat (IP₃). Encara que l'inositol trisfosfat es difon dins el citosol, el diacilglicerol roman dins la membrana plasmàtica, degut a les seves propietats hidròfobes. El IP₃ estimula l'alliberament d'ions de calci del reticle endoplasmàtic llis, mentre que el DAG és un activador fisilògic de la proteïna-cinasa C (PKC). La producció de DAG en la membrana facilita la translocació de PKC des del citosol a la membrana plasmàtica.
El diacilglicerol pot ser imitat per forbolèsters que són promotors de tumors.

### Altres
A més d'activar el PKC, el diacilglicerol té un gran nombre d'altres funcions en la cèl·lula:
- Una font de prostaglandina
- Un precursor del endocannabinoide 2-araquidonoilglicerol
- Un activador de la subfamília de canals de cations TRPC, TRPC3/6/7.

## Metabolisme

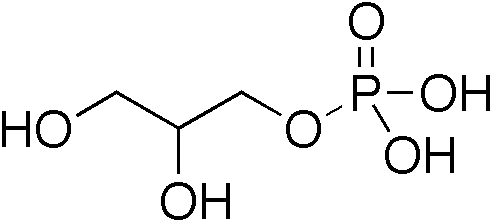
glicerol-3-fosfat

La síntesi del diacilglicerol comença amb el glicerol-3-fosfat, el qual deriva principalment del dihidroxiacetona fosfat, un producte de la glucòlisi. El glicerol-3-fosfat primer és acilat amb acil-coenzim A (acyl-CoA) per formar àcid lisofosfatídic, el qual aleshores és acilat amb una altra molècula d'acil-CoA per donar àcid fosfatídic. L'àcid fosfatídic és aleshores desfosforilat per formar diacilglicerol.
El diacilglicerol és un precursor del triacilglicerol (triglicèrid), el qual es forma per l'addició de d'un tercer àcid gras al diacilglicerol sota la catàlisi de la diglicèrid aciltransferasa.
Com que el diacilglicerol se sintetitza via àcid fosfatídic, normalment contindrà un àcid gras saturat en la posició C-1 de la moeitat del glicerol i un àcid gras insaturat en la posició C-2.